# 土阿莫土石斑魚
土阿莫土石斑魚，為輻鰭魚綱鱸形目鱸亞目鮨科的一種，分布於中東太平洋的土阿莫土群島海域，棲息深度120-250公尺，體長可達66公分，生活在珊瑚礁區，為底棲性魚類，屬肉食性，生活習性不明，可做為食用魚。

## 擴展閱讀
維基物種上的相關：土阿莫土石斑魚